# Lito Álvarez
Pour les articles homonymes, voir Álvarez.
Elio Lito Álvarez, né le 5 décembre 1947 à Buenos Aires, est un ancien joueur de tennis professionnel argentin.

## Palmarès

### Finale en simple messieurs
| No | Date       | Nom et lieu du tournoi                    | Catégorie | Dotation | Surface      | Vainqueur      | Score         |  |
| -- | ---------- | ----------------------------------------- | --------- | -------- | ------------ | -------------- | ------------- |  |
| 1  | 11-07-1977 | Tournoi de tennis des Pays-Bas, Hilversum |           | 75 000 $ | Terre (ext.) | Patrick Proisy | 6-0, 6-2, 6-0 |  |

### Titre en double messieurs
| No | Date       | Nom et lieu du tournoi                | Catégorie | Dotation | Surface         | Partenaire   | Finalistes                 | Score         |  |
| -- | ---------- | ------------------------------------- | --------- | -------- | --------------- | ------------ | -------------------------- | ------------- |  |
| 1  | 15-11-1976 | Tournoi de tennis du Brésil São Paulo |           | 50 000 $ | Moquette (ext.) | Víctor Pecci | Ricardo Cano Belus Prajoux | 6-4, 3-6, 6-3 |  |

### Finales en double messieurs
| No | Date       | Nom et lieu du tournoi                         | Catégorie  | Dotation | Surface      | Vainqueurs                         | Partenaire      | Score              |  |
| -- | ---------- | ---------------------------------------------- | ---------- | -------- | ------------ | ---------------------------------- | --------------- | ------------------ |  |
| 1  | 15-07-1974 | Tournoi de tennis de Dublin Dublin             |            | NC $     | NC           | Colin Dowdeswell John Yuill        | Jorge Andrew    | 6-3, 6-2           |  |
| 2  | 22-07-1974 | Tournoi de tennis des Pays-Bas Hilversum       |            | NC $     | Terre (ext.) | Tito Vázquez Guillermo Vilas       | Julián Ganzábal | 6-2, 3-6, 6-1, 6-2 |  |
| 3  | 06-12-1976 | Chilean Open Santiago                          |            | 35 000 $ | Terre (ext.) | Patricio Cornejo Hans Gildemeister | Belus Prajoux   | 6-3, 7-6           |  |
| 4  | 11-04-1977 | Tournoi de tennis de Buenos Aires Buenos Aires |            | NC $     | Terre (ext.) | Wojtek Fibak Ion Țiriac            | Guillermo Vilas | 7-5, 0-6, 7-6      |  |
| 5  | 13-03-1978 | Egyptian Open Le Caire                         | Grand Prix | 38 000 $ | Terre (ext.) | Ismail El Shafei Brian Fairlie     | George Hardie   | 6-3, 7-5, 6-2      |  |